# Bourses d’études Schulich Leader
 (novembre 2022).
Les bourses d’études Schulich Leader sont un programme de bourses d'études de premier cycle canadien et israélien qui offre des bourses aux étudiants inscrits dans des domaines d'études STIM (science, technologie, ingénierie et mathématiques).
Créées en 2011 grâce à un don de 100 millions de dollars de l'homme d'affaires et philanthrope canadien Seymour Schulich et co-administrées par la Fédération UJA du grand Toronto, les bourses d’études Schulich Leader sont destinées à des étudiants de premier cycle canadiens et israéliens.
Le programme a été lancé dans le but de former des leaders en matière de STIM afin de renforcer la compétitivité économique du Canada et d'Israël.
En 2022, les écoles secondaires et les CÉGEPs à travers le Canada ont proposé 1 500 étudiants dont 100 ont été sélectionnés et ont reçu une bourse de 100 000 ou 120 000 dollars canadiens.

## Processus de sélection

### Canada
Au Canada, toutes les écoles secondaires peuvent soumettre chaque année un candidat pour la bourse, les CÉGEPs du Québec peuvent en soumettre quatre. Pour être admissibles à la bourse, les candidats doivent avoir l'esprit d'entreprise et répondre à deux des trois critères suivants : leadership exceptionnel au sein de la communauté, des affaires ou de l'entreprise, excellence scolaire et besoin financier.
Parmi les candidats qui ont postulé auprès de leur établissement, chacune des vingt universités participantes sélectionne deux étudiants qui deviendront les bénéficiaires de la bourse Schulich Leader - un étudiant poursuivant des études de premier cycle en ingénierie reçoit une bourse d'une valeur de 120 000 dollars canadiens, tandis que la seconde bourse, attribuée à un étudiant dans l'une des trois autres disciplines STIM, a une valeur de 100 000 dollars canadiens. Les cinq universités partenaires qui attirent le plus de candidatures de candidats reçoivent huit bourses additionnelles : quatre pour l'ingénierie et quatre pour les sciences et les mathématiques.

### Israël
En plus du programme canadien, le programme Schulich Leader est mis en œuvre dans cinq universités israélienne.
En Israël, les candidats sont évalués en fonction de critères similaires à ceux utilisés au Canada: leadership et bénévolat, résultats scolaires et besoins financiers.
Chaque université sélectionne annuellement dix Schulich Leaders : cinq leaders en ingénierie et cinq leaders en sciences, technologie ou mathématiques.

## Universités participantes
Les universités suivantes paticipent au programme de bourses Schulich Leader :

### Canada

#### Colombie-Britannique
- Université Simon Fraser
- Université de la Colombie-Britannique
- Université Victoria

#### Prairies canadiennes
- Université de l'Alberta
- Université de Calgary
- Université de la Saskatchewan
- Université du Manitoba

#### Ontario
- Université McMaster
- Université Queen's
- Université d'Ottawa
- Université de Toronto
- Université de Waterloo
- Université Western Ontario
- Université York

#### Québec
- Université McGill
- École polytechnique de Montréal
- Université de Montréal
- Université Laval

#### Provinces de l'Atlantique
- Université du Nouveau-Brunswick
- Université Dalhousie
- Université Memorial

### Israël
- Technion – Institut de technologie d'Israël
- Université de Tel Aviv
- Université Bar-Ilan
- Université hébraïque de Jérusalem
- Université Ben Gourion du Néguev